# Château de Chavigné
Le château de Chavigné est un château situé à Brion, en France.

## Localisation
Le château est situé dans le département français de Maine-et-Loire, sur la commune de Brion.

## Description
Construit en 1805, le bâtiment actuel remplace un bâtiment plus ancien dont il reste une chapelle, classée ISMH, datant de 1670 et dédiée à Notre Dame. De style XVIIIe siècle, il présente une suite de pièces à double exposition. Il comprend un rez-de-chaussée et un étage carré surmonté par un étage de pièces mansardées. L'aile droite construite en même temps que le bâtiment principal est là pour équilibrer la façade avec la chapelle.

## Historique
L'édifice est inscrit au titre des monuments historiques en 1986.